# Estheria crosi
Estheria crosi là một loài ruồi trong họ Tachinidae.